# مايكل جاكسون (صحفي)
مايكل جاكسون (بالإنجليزية: Michael Jackson)‏ هو صحفي أمريكي، ولد في 16 أبريل 1934 في لندن في المملكة المتحدة.

## وصلات خارجية
- مايكل جاكسون على موقع IMDb (الإنجليزية)
- مايكل جاكسون على موقع قاعدة بيانات الفيلم (الإنجليزية)